# Rolandskvadet
Rolandskvadet (fransk: La Chanson de Roland) er et oldfransk skrift fra omkring midten af 1100-tallet. Det handler om en af Karl den Stores vasaller grev Roland, der i 778 faldt under et bagholdsangreb ved Roncevaux – et fjeldpas i Pyrenæerne.
Angrebet var ifølge sagnene gennemført af maurerne, men var i virkeligheden arrangeret af en frankisk forræder, Ganelon. Roland blev martyr for sin trofasthed mod Karl den Store.

## Historisk baggrund
Heltedigtet handler om et nederlag: slaget ved Roncevaux. Slaget udkæmpedes i et bjergpas i Pyrenæerne den 15. august 778, og var hverken stort eller vigtigt. Karl den Store havde hærget i Spanien og belejret Zaragoza, men havde ikke erobret byen. Han trak sig tilbage for at beskytte sit rige mod sakserne, som angreb ham fra øst.
I Rolandskvadet er slaget gjort til en kamp mellem de kristne og de hedenske saracener, men i virkeligheden var det baskere, som lagde sig i baghold og nedkæmpede Karls bagtropper. Den eneste næsten samtidige kilde til slaget ved Roncevaux og Rolands fald er Einhards biografi om Karl den Store skrevet nogle få år efter dennes død.
Rolandskvadet omtaler også en ridder, Ogier le Danois, som menes at være grundlaget for myterne om Holger Danske.

## Andet
På pladsen foran rådhuset i Bremen står den store Rolandstatue, der forestiller Roland. Denne statue står på UNESCOs Verdensarvsliste.